# Nguyễn Tường San
Nguyễn Tường San (nacida el 2 de enero de 2005) es una modelo y reina de belleza vietnamita. Es Miss International Queen Vietnam 2024 y representó a Vietnam en Miss International Queen 2024.

## Primeros años
Nguyễn Tường San nació en 2005, proviene de Khánh Hoà y actualmente vive en la ciudad de Hồ Chí Minh . Era estudiante de la escuela secundaria Ngo Gia Tu.
Tường San dijo que cuando era joven se sentía diferente a sus compañeros. A la edad de 14 años, cuando vio a Huong Giang coronada Miss International Queen 2018, Tuong San sintió que era apta para la competencia. Decidió cambiar de género porque quería que su vida tuviera sentido y al mismo tiempo cumplir su sueño de ser como su mayor.

## Carrera

### Miss International Queen Vietnam 2023
El 8 de abril de 2023, ganó oficialmente el título de primera finalista de Miss International Queen Vietnam 2023 y representará a Vietnam para participar en Miss International Queen 2024 en junio en Tailandia.

### Miss International Queen 2024
Representará a a Vietnam en Miss International Queen 2024, que se llevará a cabo en agosto en Tailandia.